# جون دي موبراى، الدوق الثالث من نورفولك
جون دي موبراى، الدوق الثالث من نورفولك (بالإنجليزية: John Mowbray, 3rd Duke of Norfolk)‏ (و. 1415 – 1461 م) هو سياسي بريطاني، ولد في Epworth, Lincolnshire ‏، توفي عن عمر يناهز 46 عاماً.

## مناصب
تولى منصب عضو مجلس اللوردات ‏ –
.

## جوائز
حصل على جوائز منها:
فرسان الرباط